# Zygosepalum kegelii
Zygosepalum kegelii är en orkidéart som först beskrevs av Heinrich Gustav Reichenbach, och fick sitt nu gällande namn av Heinrich Gustav Reichenbach. Zygosepalum kegelii ingår i släktet Zygosepalum och familjen orkidéer. Inga underarter finns listade i Catalogue of Life.